# Adamshoffnung
Adamshoffnung ist ein Ortsteil der Gemeinde Fünfseen im Landkreis Mecklenburgische Seenplatte in Mecklenburg-Vorpommern.

## Lage

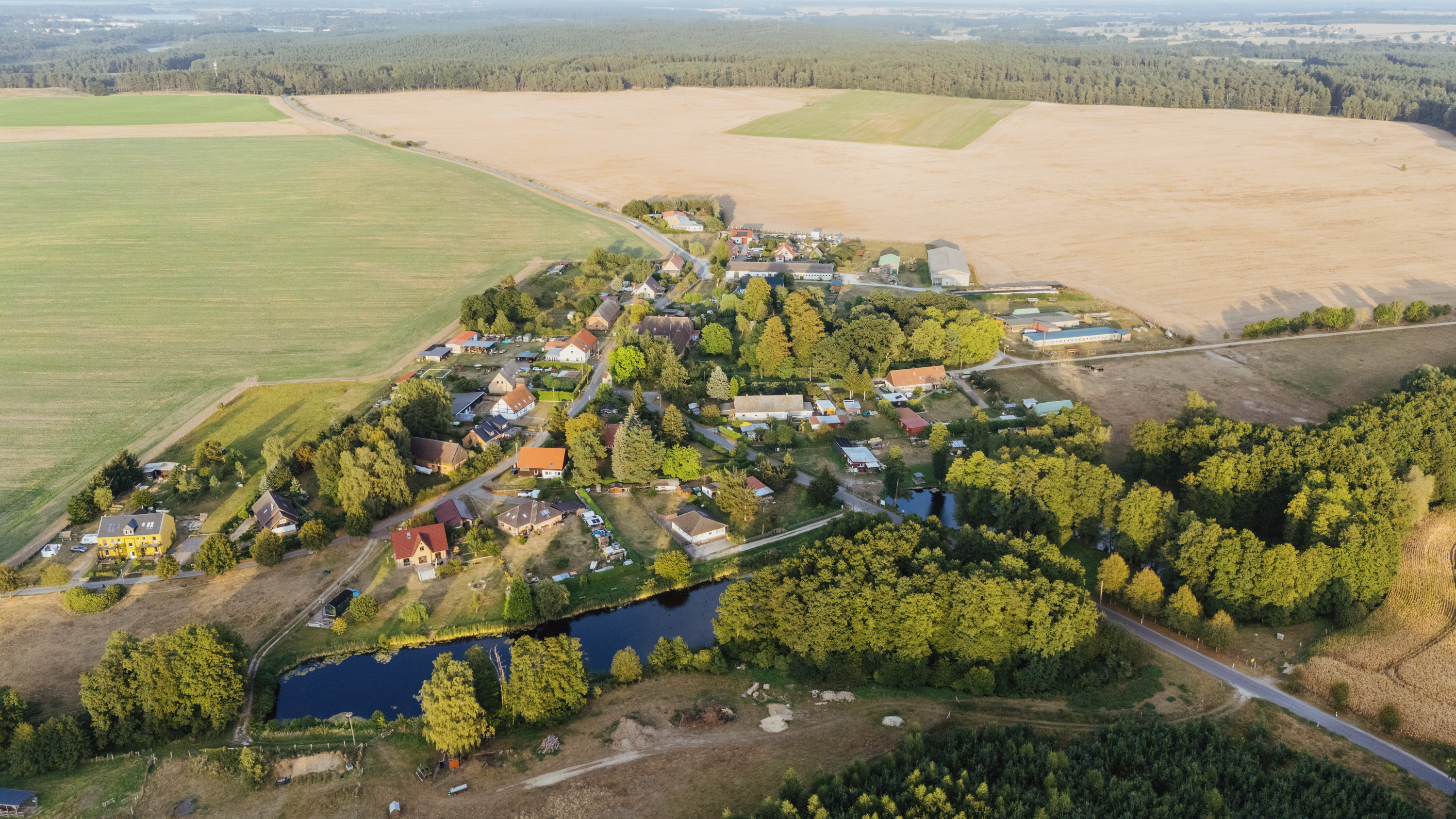
Adamshoffnung aus der Luft aufgenommen

Die Lage östlich vom Plauer See trug schon in der Vergangenheit dazu bei, dass die Gemeinde sich zum Anziehungspunkt für Besucher und Urlauber entwickelte. Dampferanlegestellen befinden sich in den Ortslagen Petersdorf und Lenz-Süd. Zwischen dem Plauer See und Adamshoffnung befindet sich das Waldgebiet Kaakbusch. Im Ort beginnt ein Zulauf des nördlich gelegenen Petersdorfer Sees.
Die bebaute Ortslage befindet sich etwa 90 m bis 105 m ü. NHN.

## Geschichte
Adamshoffnung wurde 1788 erstmals nachweisbar urkundlich erwähnt. So wird im Schmettausches Kartenwerk an der Stelle von heutigen Adamshoffnung eine Ortschaft mit der Erwähnung „Neu Petersdorf oder Adamshoffnung“ verzeichnet.
Am 1. Januar 2005 wurde der Ort in die neue Gemeinde Fünfseen eingegliedert.

## Verkehr
Die Bundesstraße 192 und die Bundesautobahn 19 (Anschlussstelle Waren (Müritz)) befinden sich 1,5 Kilometer weiter westlich und können über eine Landstraße erreicht werden.
Die nächsten Bahnhöfe mit regelmäßiger Personenbeförderung befinden sich in Malchow (ca. 8 km) und Waren (Müritz) (ca. 27 km).
Von April bis Oktober verkehrt hier der Rundbus Plauer See.